# Степановка (приток Чаньвы)
Степановка — река в России, протекает в Александровском районе Пермского края. Устье реки находится в 7,3 км по левому берегу реки Чаньва. Длина реки составляет 11 км.
Исток реки в лесном массиве в 15 км к северо-востоку от посёлка Яйва. Генеральное направление течения — северо-восток. Всё течение проходит по ненаселённой холмистой тайге. Приток — Медведка (правый). Впадает в Чаньву в урочище Исанка.

## Данные водного реестра
По данным государственного водного реестра России относится к Камскому бассейновому округу, водохозяйственный участок реки — Кама от города Березники до Камского гидроузла, без реки Косьва (от истока до Широковского гидроузла), Чусовая и Сылва, речной подбассейн реки — бассейны притоков Камы до впадения Белой. Речной бассейн реки — Кама.
По данным геоинформационной системы водохозяйственного районирования территории РФ, подготовленной Федеральным агентством водных ресурсов:
- Код водного объекта в государственном водном реестре — 10010100912111100007253
- Код по гидрологической изученности (ГИ) — 111100725
- Код бассейна — 10.01.01.009
- Номер тома по ГИ — 11
- Выпуск по ГИ — 1